# Баранник дрібний
Баранник дрібний, арнозерис дрібний (Arnoseris minima) — монотипний вид рослин з родини айстрових (Asteraceae), поширений у Марокко й більшій частині Європи.

## Опис
Однорічна трав'яниста рослина 5–30 см заввишки. Рослина гола або з рідкими волосками. Стебла численні, розгалужені, безлисті. Листки в прикореневій розетці, довгасто-оберненояйцюваті, дрібно-зубчасті, волосисті. Листові пластинки 5–75+ × 3–15(20+) мм. Кошики до 10 см в діаметрі. Обгортка 2-рядна, з нечисленними і дрібними листочками. Квітки золотисто-жовті, язичкові. Сім'янки ≈ 1.5 мм довжиною, без чубчика. 2n = 18.

## Поширення
Поширений у Марокко й у більшій частині Європи, крім сходу й півночі; натуралізований у пд.-сх. Канаді й пн.-сх. США.
В Україні вид зростає на піщаних, вологих місцях, на полях, по берегах річок — в Закарпатті, Розточчі-Опіллі.

## Галерея

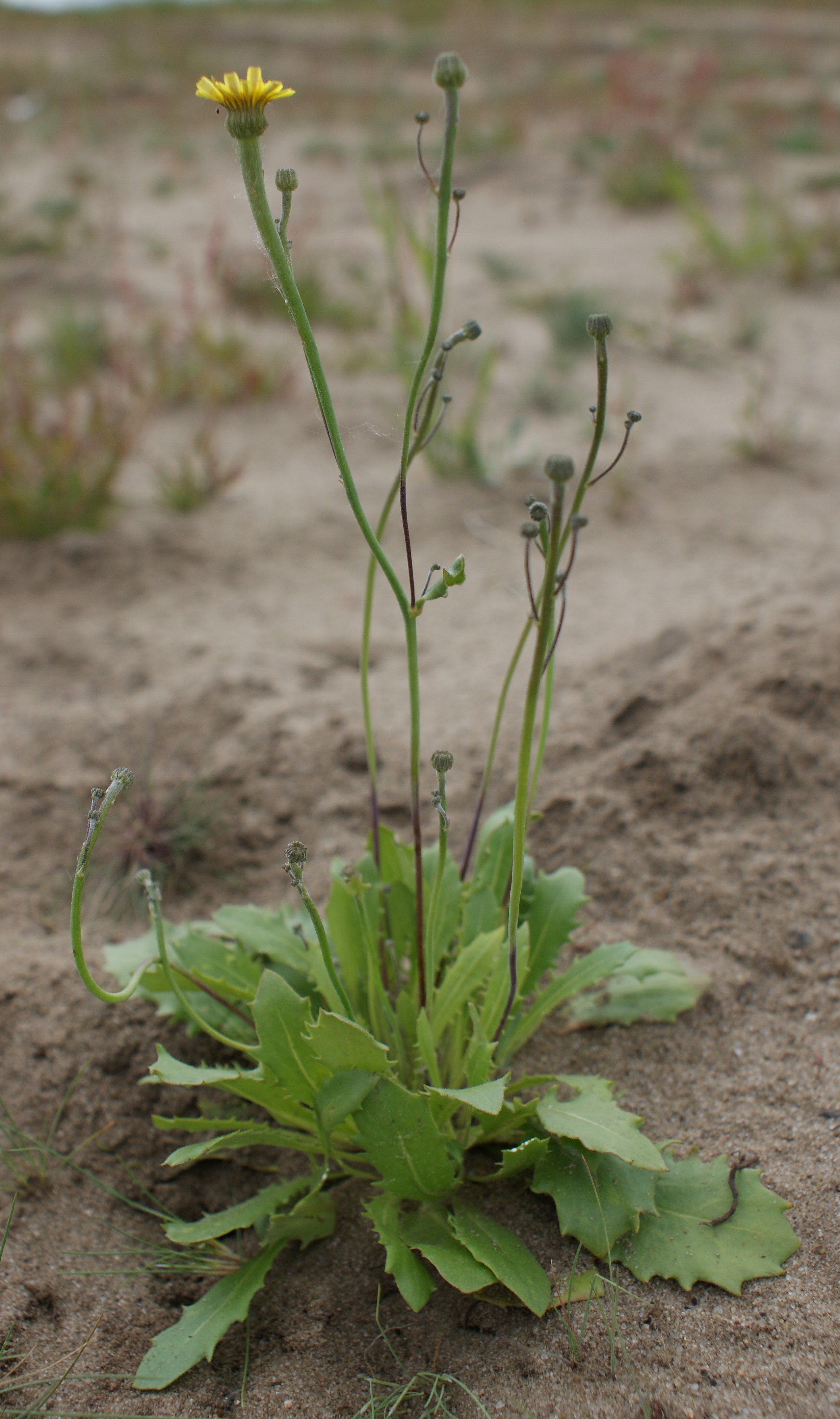
рослина
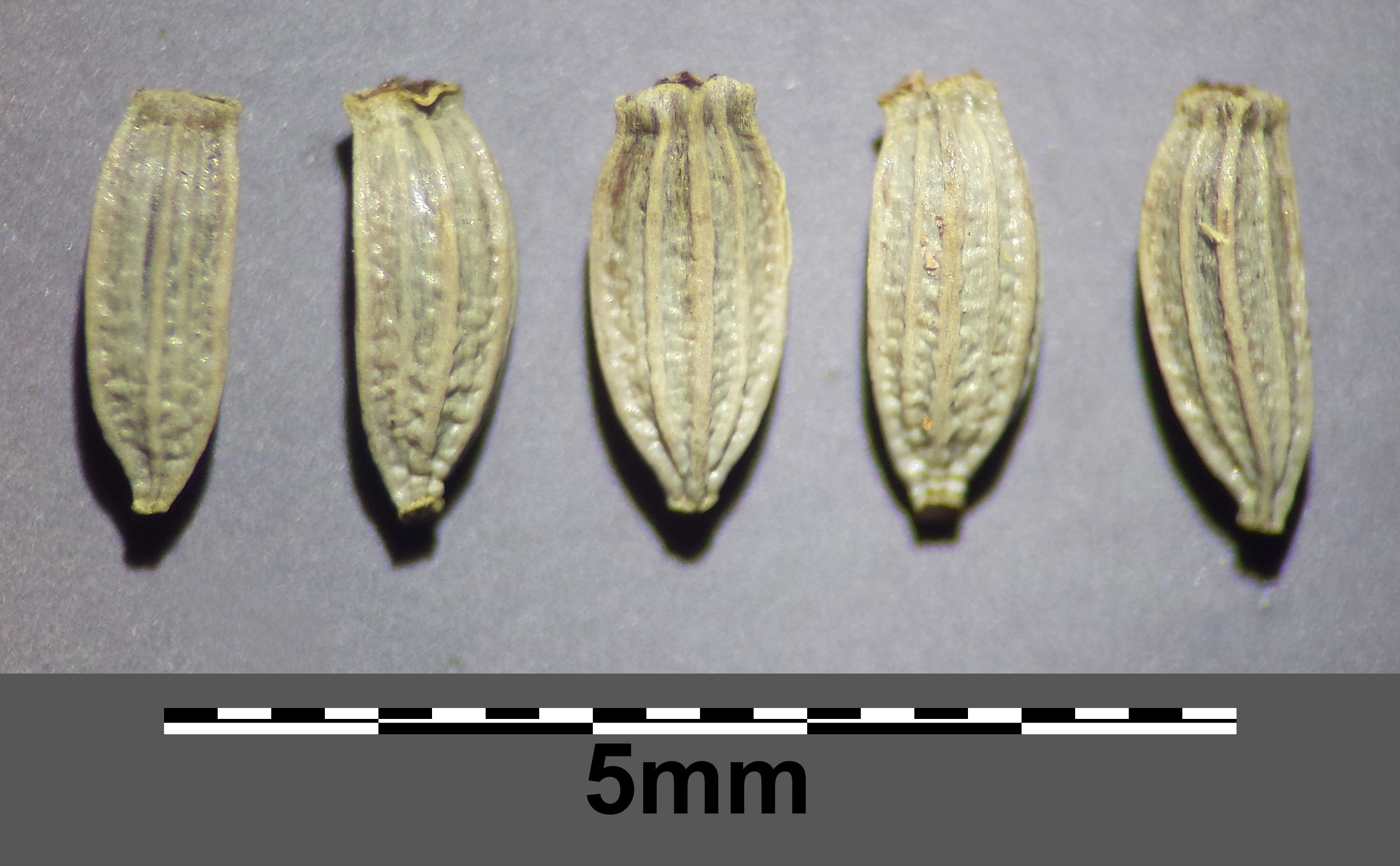
сім'янки
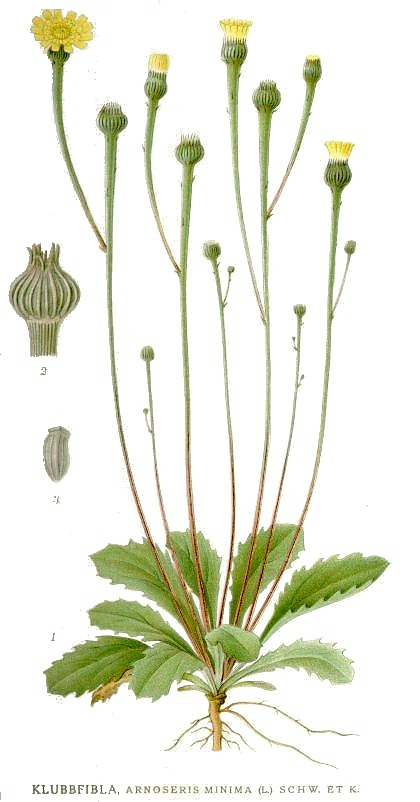
ілюстрація